# 피에르 카를로 파도안
피에르 카를로 파도안(이탈리아어: Pier Carlo Padoan, 1950년 10월 6일 ~ )는 이탈리아 공화당 소속의 정치인이다. 루이지애나 하원의원을 지냈으며 현 하원 원내총무 자리에 있다.